# Miguel Prince
Miguel Augusto Prince Franco (Ocaña, Norte de Santander, Colombia; 30 de julio de 1957), conocido como Nano Prince, es un exfutbolista y entrenador colombiano. Actualmente es delegado deportivo del Deportes Tolima de la Categoría Primera A.

## Trayectoria

### Jugador
Se inició en pequeños equipos de su tierra natal, como Nacional y Motilones. El uruguayo Víctor Pignanelli, técnico de Atlético Bucaramanga, fue quien lo descubrió durante un torneo infantil disputado en 1974 en tierras santandereanas y un año después, Prince debutó con el equipo leopardo. Así empezó la historia en el fútbol del espigado zaguero (mide 1,88m), que siempre lució el 6 en su espalda en los 17 años que jugó.
En 1979 El Nano llegó a Millonarios, donde una fuerte lesión de ligamentos por poco acaba con su carrera deportiva. Con tesón y pundonor se ganó un puesto en la titular y en 1987, como capitán, se consagró campeón. Además, disputó 357 partidos con el cuadro embajador.

### Entrenador
Empezó su carrera como técnico en el equipo en que se consagró campeón y disputó más de 300 partidos. Bajo su mando el equipo de Millonarios tuvo buenas actuaciones pero sin llegar a obtener títulos , lo bueno es que salieron de la cantera capitalina jugadores como Bonner Mosquera.
El 6 de enero de 1997 llegó al Unión Magdalena donde se mantuvo hasta 1999 después continuaría dirigiendo al Deportivo Pasto y después al Deportes Tolima en donde el entrenador no logró algún campeonato, por tercera vez regresa a Millonarios en el 2006 donde se marcha la temporada siguiente al Atlético Bucaramanga. También ha dirigido al Atlético Huila y al Patriotas Boyacá donde logró ascender en 2011 en el recordado partido de promoción frente al América de Cali.
Fue técnico del Deportes Quindio de noviembre del 2013 hasta el 2015.
A pesar de ser nacido en tierras norte santandereanas nunca tuvo la oportunidad de ser jugador del equipo de su tierra pero el 10 de enero de 2016 es confirmado como el nuevo director técnico del Cúcuta Deportivo, en el primer semestre hace una aceptable presentación con el equipo rojinegro obteniendo 10 victorias, 7 victorias y 5 derrotas tanto en Torneo y Copa Águila. Luego de empatar a 1 tanto con el Bogotá FC es despedido, en total dirigió 36 partidos al cuadro motilon.

## Selección Colombia
Actuó en el Campeonato Sudamericano Sub-20 de 1977 de Venezuela, en el que también actuó Alex Didí Valderrama. Luego en los Juegos Centroamericanos y del Caribe de Medellín. En ambas ocasiones bajo la orientación técnica del balcánico Blagoje Vidinic.
En 1981 fue convocado por el argentino Carlos Salvador Bilardo para integrar el equipo de Colombia a las eliminatorias mundialistas frente a Perú y Uruguay. El conjunto nacional se quedaría por fuera de España 82.
Fue internacional con la Selección de fútbol de Colombia, jugando ocho partidos de clasificación para las copas mundiales de fútbol de 1982 y 1986.

### Participaciones en Copa América
| Copa              | Sede          | Resultado    | PJ | Goles |
| ----------------- | ------------- | ------------ | -- | ----- |
| Copa América 1983 | Sin sede fija | Primera fase | 4  | 1     |

## Clubes

### Como jugador
- Se suman 19 partidos y 7 goles con Selección Colombia.

| Club                 | País                | Año                 | Partidos | Goles' |
| -------------------- | ------------------- | ------------------- | -------- | ------ |
| Atlético Bucaramanga | Colombia            | 1975-1979           | 143      | 8      |
| Millonarios          | Colombia            | 1980-1988           | 329      | 32     |
| América de Cali      | Colombia            | 1989                | 15       | 0      |
| Total en su carrera  | Total en su carrera | Total en su carrera | 501      | 47     |

### Como entrenador
| Club                      | País                     | Año                      | Partidos Dirgidos |
| ------------------------- | ------------------------ | ------------------------ | ----------------- |
| Millonarios               | Colombia                 | 1992-1993                | 96                |
| Millonarios               | Colombia                 | 1995-1996                | 58                |
| Unión Magdalena           | Colombia                 | 1997-1999                | 118               |
| Delfines de Coatzacoalcos | México                   | 2000                     |                   |
| Deportes Tolima           | Colombia                 | 2001-2002                | 94                |
| Deportivo Pasto           | Colombia                 | 2003-2004                | 36                |
| Deportes Tolima           | Colombia                 | 2004-2005                | 66                |
| Millonarios               | Colombia                 | 2006                     | 30                |
| Atlético Bucaramanga      | Colombia                 | 2007                     | 18                |
| Deportivo Pasto           | Colombia                 | 2007-2008                | 42                |
| Atlético Huila            | Colombia                 | 2009                     | 15                |
| Atlético Bucaramanga      | Colombia                 | 2010                     | 36                |
| Patriotas Boyacá          | Colombia                 | 2011-2012                | 82                |
| Atlético Bucaramanga      | Colombia                 | 2013 - 2014              | 24                |
| Deportes Quindío          | Colombia                 | 2014 - 2015              | 105               |
| Cúcuta Deportivo          | Colombia                 | 2016                     | 36                |
| Unión Comercio            | Perú                     | 2017                     | 4                 |
| Total partidos dirigidos  | Total partidos dirigidos | Total partidos dirigidos | 800               |

### Otros cargos
| Club            | País     | Cargo                       | Año           | Asistente de:    |
| --------------- | -------- | --------------------------- | ------------- | ---------------- |
| Millonarios     | Colombia | Asistente Técnico           | 1994 - 1995   | Vladimir Popović |
| Deportes Tolima | Colombia | Director General Inferiores | 2018 - 2019   | N/A              |
| Deportes Tolima | Colombia | Delegado Deportivo          | 2020-presente | N/A              |

## Estadísticas como jugador
| Club                   | Temporada | Liga | Liga  | Copa Libertadores | Copa Libertadores | Total | Total |
| Club                   | Temporada | PJ.  | Goles | PJ.               | Goles             | PJ.   | Goles |
| ---------------------- | --------- | ---- | ----- | ----------------- | ----------------- | ----- | ----- |
| Millonarios · Colombia | 1980-1988 | 321  | 32    | 8                 | 0                 | 329   | 32    |

## Estadísticas como entrenador
| Millonarios · Colombia      | 1ª    | 1992    | 46  | 18 | 16 | 12 | -  | -  | - | - | - | - | - | - | 46  | 18 | 16 | 12 | 50.72% |
| Millonarios · Colombia      | 1ª    | 1993    | 50  | 18 | 16 | 16 | -  | -  | - | - | - | - | - | - | 50  | 18 | 16 | 16 | 46.67% |
| Millonarios · Colombia      | 1ª    | 1995-96 | 42  | 20 | 4  | 18 | -  | -  | - | - | - | - | - | - | 42  | 20 | 4  | 18 | 51.59% |
| Millonarios · Colombia      | 1ª    | 1996    | 14  | 0  | 7  | 7  | -  | -  | - | - | - | - | - | - | 14  | 0  | 7  | 7  | 16.67% |
| Millonarios · Colombia      | 1ª    | 2006    | 30  | 10 | 10 | 10 | -  | -  | - | - | - | - | - | - | 30  | 10 | 10 | 10 | 44.44% |
| Millonarios · Colombia      | Total | Total   | 182 | 66 | 53 | 63 | 0  | 0  | 0 | 0 | 0 | 0 | 0 | 0 | 182 | 66 | 53 | 63 | 45.97% |
| Unión Magdalena · Colombia  | 1ª    | 1997    | 48  | 22 | 10 | 16 | -  | -  | - | - | - | - | - | - | 48  | 22 | 10 | 16 | 52.77% |
| Unión Magdalena · Colombia  | 1ª    | 1998    | 50  | 11 | 12 | 27 | -  | -  | - | - | - | - | - | - | 50  | 11 | 12 | 27 | 30%    |
| Unión Magdalena · Colombia  | 1ª    | 1999    | 20  | 4  | 9  | 7  | -  | -  | - | - | - | - | - | - | 20  | 4  | 9  | 7  | 35%    |
| Unión Magdalena · Colombia  | Total | Total   | 118 | 37 | 31 | 50 | 0  | 0  | 0 | 0 | 0 | 0 | 0 | 0 | 118 | 37 | 31 | 50 | 40.12% |
| Deportes Tolima · Colombia  | 1ª    | 2001    | 44  | 19 | 11 | 14 | -  | -  | - | - | - | - | - | - | 44  | 19 | 11 | 14 | 51.51% |
| Deportes Tolima · Colombia  | 1ª    | 2002    | 50  | 12 | 20 | 18 | -  | -  | - | - | - | - | - | - | 50  | 12 | 20 | 18 | 37.33% |
| Deportes Tolima · Colombia  | 1ª    | 2004    | 24  | 12 | 4  | 8  | -  | -  | - | - | - | - | - | - | 24  | 12 | 4  | 8  | 55.56% |
| Deportes Tolima · Colombia  | 1ª    | 2005    | 42  | 18 | 13 | 11 | -  | -  | - | - | - | - | - | - | 42  | 18 | 13 | 11 | 53.18% |
| Deportes Tolima · Colombia  | Total | Total   | 160 | 61 | 48 | 51 | 0  | 0  | 0 | 0 | 0 | 0 | 0 | 0 | 160 | 61 | 48 | 51 | 48.13% |
| Deportes Quindío · Colombia | 2ª    | 2014    | 48  | 22 | 14 | 12 | 16 | 7  | 5 | 4 | - | - | - | - | 64  | 29 | 19 | 16 | 38.02% |
| Deportes Quindío · Colombia | 2ª    | 2015    | 32  | 12 | 9  | 11 | 9  | 4  | 4 | 1 | - | - | - | - | 41  | 16 | 13 | 12 | 49.59% |
| Deportes Quindío · Colombia | Total | Total   | 80  | 34 | 23 | 23 | 25 | 11 | 9 | 5 | 0 | 0 | 0 | 0 | 105 | 45 | 32 | 28 | 53.02% |
| 1. 2.                       |       |         |     |    |    |    |    |    |   |   |   |   |   |   |     |    |    |    |        |

## Palmarés

### Jugador
| Título           | Club        | País     | Año  |
| ---------------- | ----------- | -------- | ---- |
| Primera División | Millonarios | Colombia | 1987 |
| Primera División | Millonarios | Colombia | 1988 |

#### Distinciones individuales
- Defensor central con más goles anotados en Millonarios.

### Entrenador
| Título              | Club             | País     | Año  |
| ------------------- | ---------------- | -------- | ---- |
| Categoría Primera B | Patriotas        | Colombia | 2011 |
| Categoría Primera B | Deportes Quindío | Colombia | 2014 |

### Delegado de campo
| Título                | Club            | País     | Año  |
| --------------------- | --------------- | -------- | ---- |
| Categoría Primera A   | Deportes Tolima | Colombia | 2021 |
| Superliga de Colombia | Deportes Tolima | Colombia | 2022 |